# Chiaki Ishii
Chiaki Ishii (jap. 石井 千秋 Ishii Chiaki; ur. 1 października 1941 w Ashikadze) – brazylijski judoka. Brązowy medalista olimpijski z Monachium 1972 w wadze półciężkiej i siódmy w kategorii open.
Brązowy medalista mistrzostw świata w 1971 i piąty w 1973. Złoty medalista mistrzostw panamerykańskich w 1970 i 1972 roku. 

## Letnie Igrzyska Olimpijskie 1972
| Konkurencja | Eliminacje            | Eliminacje            | Eliminacje             | Eliminacje         | Finały                  | Finały                  | Klas. końcowa |
| Konkurencja | Przeciwnik I          | Przeciwnik II         | Przeciwnik III         | 1/4                | 1/2                     | o 3. miejsce            | Miejsce       |
| ----------- | --------------------- | --------------------- | ---------------------- | ------------------ | ----------------------- | ----------------------- | ------------- |
| 93 kg       | Mohamed Dione (SEN) Z | Juang Jen-wuh (TPE) Z | Pavle Bajčetić (YUG) Z | Paul Barth (FRG) P | David Starbrook (GBR) P | Helmut Howiller (GDR) Z | 3.            |

| Konkurencja | Eliminacje                | Repasaże              | Repasaże          | Klas. końcowa |
| Konkurencja | Przeciwnik I              | Przeciwnik I          | Przeciwnik II     | Miejsce       |
| ----------- | ------------------------- | --------------------- | ----------------- | ------------- |
| open        | Witalij Kuzniecow (URS) P | Barry Johnson (AUS) Z | Wim Ruska (NED) P | 7.            |